# Liubov Orlova
Liubov Petrovna Orlova (Любо́вь Петро́вна Орло́ва en ruso) (29 de enero de 1902 en Zvenígorod, Imperio ruso - 26 de enero de 1975 en Moscú, RSFS de Rusia) fue una actriz, cantante, bailarina rusa. Recibió el título de Artista Honoraria de la RSFS de Rusia (1950).

## Biografía
Lyubov Orlova nació en el seno de una familia de Nobles hereditarios rusos por parte materna y alta burguesía por parte paterna en Zvenigorod, a 60 km de Moscú, y luego vivió con sus padres y su hermana mayor en Yaroslavl. Sus dotes para la interpretación y el canto se hicieron patentes muy pronto, pero sus nobles padres consideraban la interpretación una carrera vergonzosa y la orientaron hacia la música clásica. Allí comenzó a estudiar música. En 1914, después de que su padre partiera al frente, su madre Evgenia Nikolaevna y sus hijas se instalaron en Moscú, donde las hermanas ingresaron en el gimnasio. Los Orlov pasaron los difíciles años de la Guerra Civil en Voskresensk porque allí vivía la hermana de su madre. La familia subsistía con los fondos de la venta de leche que daba la vaca de la tía. Lyuba y Nonna recorrían casi cien kilómetros hasta Moscú, y luego volvían a casa, con pesadas latas. De ahí viene la leyenda de las manos feas de las que Orlova era tan tímida. Su nombre y apellido son palabras significativas en ruso: любовь significa «amor», y Орлова es la forma femenina de орлов «del águila».
Cuando tenía siete años, Fyodor Shalyapin le predijo su futuro como actriz famosa. En 1919-1922, estudió piano en el Conservatorio de Moscú, pero no se graduó porque tuvo que trabajar como profesora de música y pianista-ilustradora de películas mudas en cines, para mantener a sus padres. En 1925, se graduó en el Instituto Ruso de Artes Teatrales, departamento de coreografía. Su primer marido, un economista soviético, Andrei Berzin, fue arrestado en 1930. Sin embargo, esto no afectó a su carrera. Dmitri Shcheglov, autor de biografías, escribió en «Amor y máscara» («Lyubov i maska», 1997): «Como eterna ironía y previsión del destino, la mejor intérprete de los papeles de sirvienta doméstica y entusiasta del trabajo comunista era descendiente de diez santas ortodoxas rusas. Dos de ellos, Olga, la Gran Princesa de Kiev, y Vladimir, el Gran Príncipe de Kiev, figuran entre los Igual-a-apóstoles... Águila roja en campo de azur dorado, el escudo de la Casa de Orlov, también está presente en la rama del clan Bezhetsk a la que pertenecía la actriz..." La familia Orlov se salvó en parte de la peor forma de represión, el campos o la deportación, y de la «redistribución de la propiedad» bolchevique sólo porque ya antes de la la Revolución, su padre Peter había perdido sus tres fincas a las cartas, por lo que prácticamente no había nada que llevarse. Sin embargo, el padre de Orlova, ingeniero y enemigo de clase, estaba oficialmente vetado como empleado.
En septiembre de 1926, fue contratada como cantante de coro por el Teatro Nemirovich-Danchenko. Finalmente, decidió convertirse en actriz y no en pianista. Obtuvo su primer papel como solista en noviembre de ese mismo año. Su rápido ascenso se vio impulsado por la repentina salida de Rusia de Olga Baclanova y el ojo de Vladimir Nemirovich-Danchenko para este tipo de belleza femenina. En 1932, obtuvo sus primeros papeles protagonistas en La Périchole y Les cloches de Corneville. A pesar de su éxito de público y de su formación vocal e interpretativa en un teatro con ru, Orlova pasó desapercibida para la prensa y fue criticada por sus colegas por no tener una verdadera voz de cantante (Faina Ranevskaya, su amiga íntima, solía decir «Orlova es una actriz preciosa, sin duda. Pero ¡su voz! Cuando canta suena como si alguien estuviera orinando en un cubo vacío") Sin embargo, Orlova tenía su «truco». Recordando sus años de estudiante (estudió en el departamento de coreografía de la Escuela Superior de Teatro de Moscú que lleva el nombre de A.V. Lunacharsky, ahora  Instituto Ruso de Artes Teatrales-GITIS), decidió volver a su forma anterior e interpretar el aria de entrada de Serpoletta en puntas. Alexander Hort, escritor, escribió: «El público quedó prendado: mientras bailaba, Serpoletta se levantó en puntas, ¡tan grácil, aérea, romántica! Y Orlova hizo un movimiento tácticamente verificado, cogió el toro por los cuernos: el primer número vocal, los versos de Serpoletta '¡Qué lástima que un caso inquietante me empujara a un camino diferente!' lo interpretó bailando sobre sus dedos». En el futuro, nadie fue capaz de repetir este truco, ha quedado como un hecho semilegendario de la historia.
En 1933 conoció al director novel Grigory Alexandrov, que estaba haciendo un casting de actores para su película Jolly Fellows (1934), y se casó con él. La actuación de Orlova en esta comedia, muy popular en la URSS, le valió a la joven estrella la simpatía de Stalin y el título de «Honorable actor de la RSFSR». Provocó la primera oleada del llamado «síndrome de Orlova», un término psiquiátrico soviético que describía a las mujeres que querían ser como Orlova. Se aclaraban diligentemente el pelo y se autoproclamaban parientes del ídolo. Según sus familiares, Orlova detestaba en secreto a Joseph Stalin reaccionó a la muerte con las palabras: «Por fin ha muerto esta escoria». Sus críticos, entre ellos Sergei Eisenstein, habían culpado a la músico convertida en actriz de arruinar la seria carrera de Alexandrov. A pesar de sus esfuerzos, Orlova no tenía fama de actriz dramática seria, es más, sobreactuaba intencionadamente en sus papeles cinematográficos y no cesaba en sus constantes giras como cantante. Sus detractores atribuían su éxito al matrimonio de conveniencia y a la protección de Stalin.
En los años siguientes protagonizó cuatro películas populares que se convirtieron en clásicos soviéticos: Circo(1936), Volga-Volga (1938), Tanya (1940) y Primavera (1947). En 1941 fue galardonada con el Premio Stalin. En 1950, se convirtió en la primera mujer en recibir el título de Artista Popular de la URSS exclusivamente por sus obras cinematográficas. Posteriormente, pasó a actuar en producciones teatrales de la compañía de Yuri Zavadsky. Entre sus papeles más famosos figuran Nora - Nora, Querido mentiroso - Patrick Campbell, La extraña Sra. Savage - Sra. Ethel Savage. Pero su interpretación más aclamada fue un papel principal en Lizzie MacKay (título en ruso de La prostituta respetuosa). Jean-Paul Sartre estuvo presente en una función conmemorativa del 400 aniversario en 1962, y dijo: «Me impresionó especialmente la talentosa interpretación de Lyubov Orlova. Después del espectáculo, le dije que me había encantado su actuación. No era un cumplido vacío. Lyubov Orlova es realmente la mejor de todas las intérpretes de LizzieMacKay que conozco.«
Desde 1928 hasta su muerte, realizó constantes giras como cantante con su pianista Leo Mironov (Russian: Лев Миронов, romanized: Lev Mironov). Su repertorio inicial incluía canciones clásicas de Glinka, Mussorgsky, Dargomyzhsky y Chaikovski. Durante la guerra, recorrió más de 50.000 kilómetros a lo largo del frente, con sus conciertos basados en las canciones de Isaak Dunayevsky de sus películas. Durante toda su carrera, se le prohibió grabar los discos de sus canciones y actuar en televisión, supuestamente debido a su «guerra entre bastidores» con Klavdiya Shulzhenko, el interés elegido por Leonid Utesov para Jolly Fellows. Ivan Kozlovsky lamentó especialmente la ausencia de grabaciones de sus propios duetos con Orlova.

## Premios y reconocimientos
- Artista de honor de la RSFSR (1935)
- Artista del Pueblo de la RSFSR (5.11.1947)
- Artista del Pueblo de la URSS (6.03.1950)
- Premio Stalin, primera clase
  - 1941 - por el papel 'Marion Dixon' en la película Circus' (1936) y el papel 'Arrow' en la película Volga-Volga (1938)
  - 1950 - por el papel 'periodista americana Jeannette Sherwood' en la película Encuentro en el Elba (1949)
- Orden de Lenin (1.02.1939)
- Orden de la Bandera Roja del Trabajo (1.04.1938, 4.11.1967)
- Medalla «Por la defensa del Cáucaso» (1944)
- Medalla «Por el trabajo valeroso en la Gran Guerra Patria 1941-1945» (1945)

En 1972, la astrónoma Liudmila Zhuravliova descubrió un asteroide al que llamaron (3108) Lyubov en homenaje a la actriz.
Una nave expedicionaria construida por yugoslavos y utilizado para viajes antárticos fue bautizada con el nombre MV Lyubov Orlova.